# Leptodermis wilsonii
Leptodermis wilsonii är en måreväxtart som beskrevs av Friedrich Ludwig Diels. Leptodermis wilsonii ingår i släktet Leptodermis och familjen måreväxter. Inga underarter finns listade i Catalogue of Life.